# Murder Inc. (groupe)
Pour les articles homonymes, voir Murder Incorporated (homonymie).
Murder Inc. est un groupe américain de metal industriel, originaire de Chicago, dans l'Illinois, actif entre 1991 et 1992. Druant son parcours, il comprend à l'époque de membres du groupe Killing Joke, excepté Jaz Coleman, leur chanteur, écarté le temps de ce projet au profit de Chris Connelly. Des conflits permanents au sein de Killing Joke incitent Martin Atkins à créer cette formation alternative, entraînant à sa suite Paul Raven, Geordie Walker et John Bechdel. Le groupe produit un album homonyme et un EP pour l'accompagner, intitulé Corpuscule, avant de se séparer. Une compilation, Locate Subvert Terminate, propose l'intégralité de ces deux enregistrements ainsi que quelques titres capturés en concert.
Après la fin de Murder, Inc., Connelly, Atkins et Walker fondent The Damage Manual. C'est sans grande surprise que l'on découvre de grandes similitudes entre la musique de Murder, Inc. et celle de Killing Joke à la même époque.

## Histoire
Martin Atkins se joint à Killing Joke comme batteur, puis plus tard comme agent artistique en 1990. Le groupe enregistre en 1990 l'album Extremities, Dirt and Various Repressed Emotions, après lequuel ils se séparent de leur chanteur Jaz Coleman. Avec la même formation de Killing Joke (à l'exception de Coleman), Atkins forme Murder, Inc., recrutant Chris Connelly (ancien collaborateur de Ministry entre autres) pour replacer Coleman et l'ancien membre de Killing Joke, Paul Ferguson, comme second batteur.
Le groupe publie son premier EP, Corpuscle, qui comprend des chansons remixées par J. G. Thirlwell, en 1991, suivie par leur premier album studio en 1992. L'album est enregistré par Steve Albini, ancien collaborateur avec Atkins sur l'album Gub de Pigface, et avec Connelly sur son album Whiplash Boychild. Le groupe joue cinq dates avant de se séparer par la suite en 1992, à la suite de divergences internes.
En 1998, Connelly, Atkins, et Walker se réunissent et forment un autre supergroupe avec Jah Wobble appelé The Damage Manual.

## Membres
- Martin Atkins - batterie
- Paul Ferguson - batterie
- John Bechdel - claviers
- Chris Connelly - chant
- Paul Raven - basse
- Geordie Walker - guitare

## Discographie
- 1992 : Corpuscle (EP)
- 1992 : Murder, Inc.
- 1999 : Locate Subvert Terminate — The Complete Murder, Inc. (compilation, mastering par Steve Albini)